# Капуста средиземноморская
Капуста средиземноморская (лат. Brāssica fruticulōsa) — травянистое растение; вид рода Капуста семейства Капустные (Brassicaceae).
Английские общеупотребительные названия растения - mediterranean cabbage, twiggy turnip, wild turnip.

## Ботаническое описание
Зелёное растение, при растирании листьев пахнет, как брокколи.
Стебли прямые, гладкие, серые либо зелёные, вырастают длиной примерно 50 см.
Нижние листья длинные (длиной до 15 см), прикрепляются черешком к стеблю. Верхние листья небольшие; как и нижние, они черешковые.
Цветки прикреплены короткими цветоножками к верхушке стебля. Краевые цветки язычковые.
Формула цветка: {\displaystyle Ca_{4}\;Co_{4}\;A_{4}\;G_{\underline {(2)}}}
Плод — стручок длиной 2—4 см, открывается в сухую погоду. Семена коричневые круглые.

## Распространение
Южная Европа, Северная Африка,Сибирь. Интродуцирована в Калифорнии. Была завезена в США из Европы.

## Хозяйственное значение
В некоторых странах Южной Европы семена капусты средиземноморской используют в пищу. Стебли капусты также используют в пищу. В Австралию, Новую Зеландию и Северную Америку капуста завезена из Европы.

## Классификация

### Таксономия[8]
Brassica fruticulosa Cirillo, 1792, Pl. Rar. 2: 7
Вид Капуста средиземноморская относится к роду Капуста (Brassica) семейства Капустные (Brassicaceae) порядка Капустоцветные (Brassicales). Кладограмма в соответствии с Системой APG IV по состоянию на июнь 2023 года:
|  |                                      |  |                                   |                                   |                     |  | ещё 16 семейств | ещё 16 семейств |                           |  |                          |  | еще 45 подтвержденных видов и 28 таксонов, ожидающих подтверждения | еще 45 подтвержденных видов и 28 таксонов, ожидающих подтверждения |  |
|  |                                      |  |                                   |                                   |                     |  | ещё 16 семейств | ещё 16 семейств |                           |  |                          |  | еще 45 подтвержденных видов и 28 таксонов, ожидающих подтверждения | еще 45 подтвержденных видов и 28 таксонов, ожидающих подтверждения |  |
|  |                                      |  |                                   | порядок Капустоцветные            |                     |  |                 |                 | род Капуста               |  |                          |  |                                                                    |                                                                    |  |
|  |                                      |  |                                   | порядок Капустоцветные            |                     |  |                 |                 | род Капуста               |  | 5 внутривидовых таксонов |  |                                                                    |                                                                    |  |
|  | отдел Цветковые, или Покрытосеменные |  |                                   |                                   | семейство Капустные |  |                 |                 | Капуста средиземноморская |  |                          |  |                                                                    |                                                                    |  |
|  | отдел Цветковые, или Покрытосеменные |  |                                   |                                   |                     |  |                 |                 |                           |  |                          |  |                                                                    |                                                                    |  |
|  |                                      |  | ещё 63 порядка цветковых растений | ещё 63 порядка цветковых растений |                     |  |                 | ещё 354 рода    | ещё 354 рода              |  |                          |  |                                                                    |                                                                    |  |
|  |                                      |  |                                   | ещё 63 порядка цветковых растений |                     |  |                 |                 | ещё 354 рода              |  |                          |  |                                                                    |                                                                    |  |

### Внутривидовые таксоны
- Brassica fruticulosa subsp. cossoniana (Boiss. & Reut.) Maire = Brassica cossoniana Boiss. & Reut.
- Brassica fruticulosa subsp. glaberrima (Pomel) Batt. = Brassica glaberrima Pomel
- Brassica fruticulosa subsp. pomeliana Maire
- Brassica fruticulosa subsp. numidica (Coss.) Maire
- Brassica fruticulosa subsp. radicata (Desf.) Batt. = Sinapis radicata Desf.

### Синонимы
- Brassica fruticulosa subsp. fruticulosa
- Brassica fruticulosa var. leucantha Coss.
- Brassica fruticulosa var. vera Boiss.
- Brassica parra var. psammophila T.Durand & Schinz
- Erucastrum fruticulosum  C.Presl